# ウェストランド ワスプ
ウェストランド ワスプ
イングランド、ケンブルでのクラシック・ジェット航空ショーにおける個人所有のウェストランドワスプHAS.1（XT781/426）（2003年6月）。 イギリス海軍塗装の上に民間登録記号G-KAWW.を記入している。
- 用途：対潜戦
- 分類：ヘリコプター
- 製造者：ウエストランド・ヘリコプター
- 運用者： イギリス（イギリス海軍）他
- 初飛行：1962年10月28日
- 生産数：133機
- 運用開始：1963年
- 退役：2000年（マレーシア海軍）

ウェストランド ワスプ（英語: Westland Wasp）は、ウエストランド・ヘリコプターが開発したヘリコプター。イギリス海軍の中距離魚雷投射ヘリコプター（MATCH）として用いられた。

## 来歴
ルイス・マウントバッテン第一海軍卿は、新開発の177型ソナーに対応する長射程対潜兵器として、小型ヘリコプターによる誘導魚雷の投射に期待していた。これは、母艦のソナーで探知された敵潜水艦に対し、戦闘指揮所の航空管制を受けたヘリコプターが攻撃を行うというものであったが、フリゲートに対して非常に柔軟な戦術上の選択肢を拓くものでもあり、例えば対艦ミサイルによる対水上戦なども想定されていた。
まずフェアリー ウルトラライト・ヘリコプターが注目され、1956年12月、15型フリゲート「グレンヴィル」を改装して行われた運用試験では良好な成績が得られたことから、ウルトラライト3機の調達が検討された。しかし海軍航空戦担当官（DNAW）は、北大西洋で作戦行動を行うには同機では小さすぎると指摘し、より大型のヘリコプターが志向されることになった。
一方、サンダース・ロー社では、1957年11月より、小型の5人乗りヘリコプターの開発に着手しており、最初のプロトタイプは1958年6月19日に地上走行試験を実施し、7月20日には初飛行した。そして量産型のプロトタイプはワスプ P.531-2 Mk.1と呼称され、1959年8月9日に初飛行した。まず陸軍向けのスカウトAH Mk.1が開発され、1960年8月4日に量産前モデルが初飛行した。その後、これを元にした海軍仕様としてワスプ HAS Mk.1が開発されて、1961年9月に大量発注がなされた。1962年10月28日には、海軍向けの機体の初号機が初飛行を行った。

## 設計
上記の経緯から、基本設計はスカウト AH.Mk.1とおおむね同様となっている。ただしテールブームを折りたたみ式にしたほか、降着装置も、スカウトではスキッド式だったのに対し、艦上での運用に適した4輪式に変更した。またエンジンも、同じブリストル・シドレー ニンバス系列ではあるが、685馬力の101または102型から、710馬力の103または104型に変更した。
キャビン後方には、3席のベンチシートが設置されていた。また物資輸送任務の場合には、このシートを外すことができた。
対潜戦の際には、Mk.44短魚雷2発を搭載する。ただし機体そのものは対潜捜索能力は備えておらず、母艦のソナーで探知した目標に対し、母艦からの指示に従ってヘリの乗員が魚雷の投下ボタンを押すという、文字通りの「魚雷投射ヘリコプター」であった。
後日の改良により対舟艇ミサイルとしてシュドSS.11の搭載にも対応し、機内の天井に照準手の観測窓が設けられた。また機体両側の舷側スポンソンには、着水の際には機首部分が重い本機が転覆しないように、膨張式の大きな非常用フロートが装着された。SS.11は巡視艇または海岸の拠点のような小さな地上目標を攻撃する能力しか持っていなかったため、後にAS.12に更新された。

### 諸元・性能
出典: 
諸元
- 乗員: 2名
- 全長: 12.29 m （40 ft 4 in）
- 全高: 3.56 m （11 ft 8 in）
- ローター直径: 9.83 m （32 ft 3in）
- 空虚重量: 1,566 kg （3,452 lb）
- 最大離陸重量: 2,495 kg （5,500 lbs）
- 動力: ブリストル・シドレー ニンバス103/104 ターボシャフトエンジン、 （710 shp）   × 1

性能
- 超過禁止速度: 203 km/h （109 kt）
- 最大速度: 193 km/h （104 kt）
- 巡航速度: 177 km/h （96 kt）
- 航続距離: 488 km （263 nmi）
- 実用上昇限度: 3,720 m （12,200 ft）

## 運用
98機がイギリス海軍に供給された。またブラジル、オランダ、インドネシア、マレーシア、ニュージーランドと南アフリカにも輸出され、全部で133機が生産された。

### イギリス海軍
ワスプ HAS Mk.1 は1963年6月から1964年3月に掛けて第700海軍飛行隊で試験運用を行い、その後1964年に小型艦での任務に投入された。主たる実戦配属部隊は第829海軍飛行隊であったが、そのほか、第一線の乗員を供給する訓練部隊として1965年から1967年までは706飛行隊、1972年から1981年には703飛行隊が活動した。コマンドー突撃飛行隊（845および848海軍飛行隊）には1973年まで1機のワスプが連絡用に配置されていた。同機は潜水艦キラーとして有能だったが、最も威力を発揮したのはウェセックスHAS.3対潜ヘリコプターとペアで行動する場合だった。1970年代後期には、ウェストランド リンクスが徐々に本機の後継として配備され始めた。
フォークランド紛争においてサウスジョージア島奪還作戦中の1982年4月25日、イギリス駆逐艦アントリム搭載のウェセックスHAS Mk 3ヘリコプターがアルゼンチンの潜水艦「サンタフェ」を捕捉し、爆雷攻撃を行った。イギリスのフリゲートプリマスはウェストランド ワスプHAS.Mk.1ヘリコプターを、同じくブリリアントはウェストランド リンクスHAS Mk 2を発進させた。リンクスは潜水艦をMK46短魚雷で攻撃して、そのうえ棒状銃架（ピントルマウント）に搭載されたGPMGで掃射した。ウェセックスもまたGPMGでサンタフェを銃撃した。プリマス搭載のワスプは、砕氷艦エンデュアランスから発進したもう2機のワスプと一緒に潜水艦に対してAS.12対艦ミサイルを発射し、セイルに命中させた。サンタフェは大きな損傷を受け、潜航不能となった。同艦の乗員はサウスジョージア島のキングエドワードポイントの埠頭の桟橋付近に座礁させ艦を放棄、全員陸上に脱出してイギリス軍に降伏した。これはフォークランド紛争の海の戦いにおけるイギリス海軍任務部隊最初の直接戦闘であるとともに、両軍を通じて最初の損失となった。
本機は、1988年、ロスシー級フリゲートの最終艦の退役とともに引退した。

### マレーシア海軍
同機をマレーシア海軍が導入したのは、他の導入国に比べて著しく遅く、1990年5月11日になってからである。同機のマレーシア海軍在籍期間は比較的短く、ちょうど10年後、ユーロコプター フェニックと交替して退役した。

### ニュージーランド海軍
最終的には19機となったニュージーランドのワスプの最初の4機は、1966年に取得され、直ちにニュージーランド海軍の新しいリアンダー級フリゲート「ワイカト（HMNZS Waikato）」に配属された。そして1980年代を通じてペルシャ湾での警戒飛行への参加を含む多くの任務に従事した。同機の運用はニュージーランド海軍の操縦士によって行われたが、保守はニュージーランド空軍第3飛行隊の地上整備員が行った。
1997年には、新しいアンザック級フリゲート（HMNZSテカハ（Te Kaha））の到着を祝って4機の同機による展示飛行が行われた。
同機はニュージーランド海軍に32年にわたって勤務し、最初の同機搭載艦であるフリゲート「ワイカト」の退役と同じ年に引退した。後継はSH-2シースプライトであった。
ニュージーランド海軍の同機は、クライストチャーチのニュージーランド空軍博物館と、オークランドの運輸技術博物館に保存されている。その他数機が個人に売却され、そのうち少なくとも1機は飛行可能である。

### オランダ海軍
オランダ海軍においては、ワスプ・ヘリコプターの使用は1960年代終わりの航空母艦カレル・ドールマンの船上火災を契機に始まり、NATOでの対潜コミットメントはその時からワスプ飛行隊によって担われることとなった。ワスプはファン・スペイク級フリゲート6隻を母艦として行動した。AH-12Aとよばれたワスプの後継はウェストランド リンクスであった。

### その他の使用国
同機はその他、ブラジル海軍、インドネシア海軍、南アフリカ海軍でも使用された。インドネシア海軍のワスプはすべてオランダ海軍機の転用で、最後の現役機となった。